# Mike Ratledge
Mike Ratledge, all'anagrafe Michael Roland Ratledge (Maidstone, 6 maggio 1943 – Canterbury, 5 febbraio 2025), è stato un tastierista e compositore britannico.
Fu uno dei primi musicisti della scena di Canterbury e fu tra i membri fondatori del gruppo di rock progressivo Soft Machine.

## Biografia

### Gli inizi
Da bambino imparò a suonare il pianoforte e studiò musica classica. Frequentò la "Simon Langton School" di Canterbury e con il suo compagno di classe Brian Hopper suonava pezzi classici. Nella stessa scuola conobbe anche il fratello di Brian, il bassista Hugh Hopper, e il batterista Robert Wyatt, di due anni più giovani.
Nel 1961 il chitarrista australiano Daevid Allen, reduce da Parigi dove aveva maturato esperienza nei circoli jazzistici, soggiornò a Canterbury e conobbe Mike ed i suoi amici, destando in loro l'interesse per il jazz.
Nel 1962 i due fratelli Hopper, Wyatt e Mike, cominciano a fare delle registrazioni private, questa esperienza porterà alla formazione dei Wilde Flowers, il gruppo capostipite di quella che sarebbe diventata la scena di Canterbury. Nei Wilde Flowers, la cui attività dura fino al 1966, ruoteranno diversi musicisti che saranno i fondatori di diverse band collegate con la scuola di Canterbury. Il gruppo non riesce però a pubblicare alcun disco, solo nel 1993 l'etichetta Voiceprint pubblicherà alcuni brani nell'album The Wilde Flowers.
Intanto Mike si era iscritto all'università di Oxford, dove avrebbe conseguito le lauree in filosofia e psicologia, e seguiva dei corsi di musica avant-garde divenendo un ammiratore del pianista statunitense di free jazz Cecil Taylor.
Nel 1963 Allen, Wyatt e Hugh Hopper formano il Daevid Allen Trio e Mike partecipa come ospite ad alcuni concerti, la registrazione di quello tenuto al Marquee Club di Londra verrà pubblicata nel 1993 dalla Voiceprint con il titolo Live 1963.

### I Soft Machine
Quando nel 1966 si sciolgono i Wilde Flowers, si formano due nuovi gruppi, i Caravan ed i Soft Machine; Mike diviene il tastierista di questi ultimi, insieme ad Allen (chitarra), Wyatt (batteria e voce) e Kevin Ayers (basso). Durante la sua permanenza nella band compone molti dei brani e gradualmente ne diverrà il leader.
Nel 1967 vengono scritturati assieme ai primi Pink Floyd per suonare all'UFO Club di Londra, e in febbraio registrano per la Polydor il primo 45 giri, Love Makes Sweet Music. In un concerto allo Speakeasy Club di Londra sono il gruppo spalla della Jimi Hendrix Experience e lo stesso Jimi si unisce a loro suonando il basso.
Il produttore Giorgio Gomelsky, entusiasta della band, fa loro registrare alcuni demo che verranno però pubblicati solo nel 1971 con il titolo Faces And Places Vol.7. Erano diventati in breve tempo uno dei gruppi più importanti della prima ondata della sperimentazione e della psichedelia a Londra, e sempre nel 1967 Gomelsky finanzia la tournée estiva francese che ottiene un grande successo. Al ritorno in Inghilterra Daevid Allen si vede negato l'ingresso nel paese per problemi col visto, torna quindi in Francia, dove poco dopo forma il primo nucleo dei Gong, un'altra gloriosa band collegata al rock di Canterbury.
Ratledge, Wyatt e Ayers continuano come trio e vengono ingaggiati nel 1968 come gruppo spalla per il tour nordamericano della Jimi Hendrix Experience. A New York registrano il loro primo album, The Soft Machine, un'opera che spazia tra il beat, la psichedelia, i "profumi di oriente" ed un timido jazz.
Nel 1969 esce Volume Two, con Ayers sostituito da Hugh Hopper. Il lavoro, come il precedente, mette in luce la strana psichedelia e la voce di Wyatt ma qui è in ben maggiore evidenza il rigore musicale di Ratledge, a metà strada tra un Cecil Taylor organistico ed il jazz modale. Subito dopo le registrazioni di Volume Two, Wyatt, Ratledge e Hopper suonano in due brani di The Madcap Laughs, il disco di esordio di Syd Barrett, che aveva appena lasciato i Pink Floyd. La consacrazione definitiva della band arriva nel 1970 con il terzo album, Third, che risente dell'influenza di Terry Riley e Miles Davis.
Nel 1971 Wyatt se ne va dopo l'incisione di Fourth, in aperto contrasto con gli altri membri, e Ratledge, l'ultimo rimasto dei membri originali, diventa il leader della band. Sotto il suo impulso, vengono realizzati dischi sempre più vicini al jazz elettrico, dapprima con influenze modali ed anche free, poi accostandosi al tipo di jazz-rock dell'epoca, specie dal 1972, con l'ingresso di Karl Jenkins in luogo di Elton Dean. Malgrado il discreto successo di pubblico, il rock-jazz venato di riffs proposto dalla band rimane inferiore a quello che a quei tempi eseguivano gruppi come la Mahavishnu Orchestra ed i Return to Forever ed il declino diventa inarrestabile.

### Distacco dalla scena musicale e morte
Nel 1976 esce dai Soft Machine, lasciandoli in mano a Karl Jenkins, già dei Nucleus, che era entrato nel 1972. Ratledge intraprende la carriera solista ed apre uno studio di incisione, ma non riesce a realizzare alcun album. La sua attività musicale si fa sempre più rara, tra il 1977 ed il 1983 realizza delle musiche per film, in particolare per Riddles of the Sphinx (1977), Crystal Gazing (1982) e The Bad Sister (1983) della regista britannica Laura Mulvey. Suona anche in alcune jam session di vari artisti tra cui il britannico David Bedford.
Negli anni Ottanta compone e produce delle musiche per la pubblicità e per il teatro, alcune delle quali con Karl Jenkins, partecipando anche, nel 1995, al primo degli album Adiemus dello stesso Jenkins, Adiemus: Songs of Sanctuary. Attorno al 2005 si allontana dal mondo della musica per intraprendere altre attività, tra le quali la stesura di un CD-ROM sull'arte veneziana e alcune collaborazioni televisive.
Nel 2010 vengono pubblicati due nuovi dischi suonati in collaborazione con Jenkins, Movement e Some Shufflin', che raggruppano musiche per la TV e per film.
Muore a 81 anni, il 5 febbraio 2025, dopo una breve malattia.

## Filmografia
- 2015 – Romantic Warriors III: Canterbury Tales